# Pescadores-jardineiros
Os pescadores-jardineiros eram grupos indígenas sedentários que habitavam a costa do Brasil entre cerca de 10.000 e 1.000 anos atrás e construíram os sambaquis. Popularmente eram chamados de pescadores-coletores, mas recentes trabalhos já têm esse novo conceito considerando uma melhor descrição do seu sistema econômico. Isso se deve a descobertas que mostram que esses grupos além de coletarem, pescarem e caçarem recursos, também tinham plantas domésticas, manipulavam o ambiente em seu entorno e tinham práticas horticultoras.
Eles possuíam sistema heterárquico e essencialmente igualitário, não há evidência de diferença social, hierarquia, violência ou qualquer evidência de poder centralizado ou autoritário. Os pescadores-jardineiros ainda realizavam rituais funerários e cerimônias, o que pode sugerir uma estrutura religiosa.